# PICMG

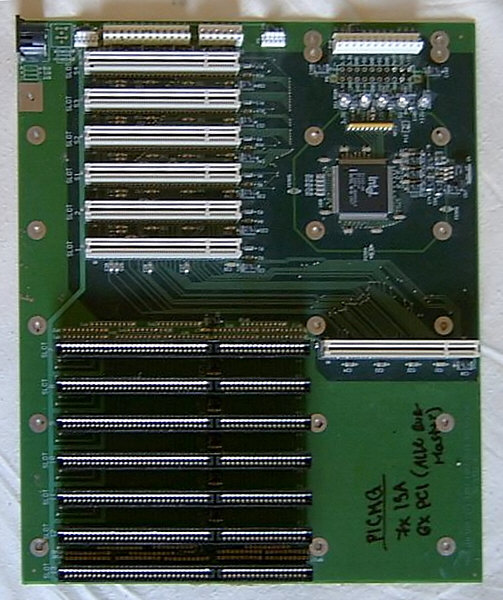
Объединительная панель для промышленного компьютера (PICMG 1.0)

PICMG (сокр. от англ. PC Industrial Computer Manufacturers Group) — консорциум, состоящий более чем из 300 компаний, которые совместно разрабатывают открытые спецификации для высокопроизводительных телекоммуникационных и промышленных вычислительных применений. Консорциум основан в 1994 году с первоначальной задачей по расширению стандартов компьютерных шин, в частности PCI, для применения в индустриальных компьютерах.
В настоящее время сосредоточен на разработке и воплощении рекомендаций для компьютерных архитектур, основанных на открытых стандартах и используемых в телекоммуникации, промышленности и системах двойного назначения.
Консорциумом PICMG были разработаны, среди прочих, следующие открытые спецификации:
- AdvancedTCA (Разрабатывался для телекоммуникационных применений с 2001 года, вышел в 2003 году, 43 спецификации[1])
- AdvancedMC
- MicroTCA
- COM Express (англ.)
- CompactPCI
- COM-HPC (англ.)

PICMG поддерживает активную связь с несколькими промышленными организациями, включая Service Availability Forum (англ.). В декабре 2004 года, представители PICMG начали встречи с представителями других консорциумов, из чего впоследствии образовался Mountain View Alliance — консорциум консорциумов, направляющий свои усилия на создание и продвижение принятых готовых к применению коммерческих систем.